# John Vikström
John Edvin Vikström, född 1 oktober 1931 i Kronoby, Vasa län, Finland, är en finlandssvensk teolog. Han var ärkebiskop för Evangelisk-lutherska kyrkan i Finland från 1982 till 1998.

## Bakgrund och karriär
Vikström är son till folkskollärare Edvin Vikström och Hilma Lindström. Under studietiden ledde konfrontationen med den historisk-kritiska bibelforskningen till en radikal troskris. Efterhand kunde han dock välkomna den syn på Bibeln och Kristus som växte fram, och han säger att de mest avgörande religiösa intrycken under denna tid kom från de akademiska föreläsningarna, såtillvida att de gav en trovärdig och fängslande bild av Kristus. Under studietiden upptäckte han ett tema som skulle bli avgörande för både hans kyrkliga och akademiska intressen, nämligen kyrkans roll i ett radikalt förändrat samhälle. Det var framför allt Eberhard Müller, vid vars akademi i Bad Boll han fick tillfälle att studera ett år, som ledde honom in på detta område.
Efter prästvigning i Borgå 1956 var han diakonipräst i Borgå stift 1957–1961 och därefter assistent vid Åbo Akademi 1963–1964. Han blev teologie doktor vid Åbo Akademi 1966, där han var lektor i systematisk teologi 1966-1970 och var biträdande professor i teologisk etik med religionsfilosofi 1970. Samma år valdes han till biskop i Borgå stift och till ärkebiskop 1982. Han blev emeritus 1998. Som biskop i Borgå efterträddes han av sin bror Erik Vikström. Efter en kort mellanperiod har denne i sin tur efterträtts av John Vikströms son, Björn.

## Biskop i Borgå
Vikströms episkopat inföll i en brytningstid för kyrkan och han kan ses som en förkämpe för den nya eran. I sitt herdabrev Tro i kris (1972) välkomnade han det faktum att "pluralismen och relativismen bröt sönder ramen för enhetskulturens tro och skapade vår nuvarande situation." Samtidigt gick han till angrepp mot den traditionella bibelsynen och hävdade att uppenbarelsen i Bibeln är koncentrerad till det som berör frälsningen och gudsförhållandet. Allt annat är att betrakta som uppenbarelsens form och utanför frälsningsfrågan (i vid bemärkelse) äger Bibeln ingen auktoritet. Han menade också att Jesus såsom människa delade sin samtids föreställningar.
Herdabrevet blev mycket omdiskuterat och ledde till skarp kritik bland annat från den evangeliska rörelsen, som gick till rätta med biskopen i sitt organ Sändebudet och till sitt 100-årsjubileum 1973 antog en resolution i bibelfrågan som slöt upp bakom den bibelsyn Vikström angrep. Liknande kontroverser om Bibeln förekom vid denna tid i många andra länder i Västeuropa och USA.
Som biskop fick Vikström ta ställning till ett uppmärksammat fall där en prästvigd teolog anmälts till domkapitlet för att han i sin doktorsavhandling hävdat att evangeliernas berättelser om Jesu uppståndelse var legender och att Paulus inte skall ha delat deras syn på vad som ägt rum. Resultatet blev frikännande. Vikström motiverade det med att det är skillnad på vad man kommit fram till i sin forskning eller yttrat som privatperson och vad man förkunnat å ämbetets vägnar. Han försäkrade också att den uppståndelsesyn som utgick från något annat än att graven var tom ändå var äktkristen.
Vikströms sätt att utöva sitt herdeämbete sattes också på prov när informationssekreteraren vid stiftsrådet, Ulf Särs, deklarerade att han inte tror på Gud såsom Bibeln och bekännelseskrifterna beskriver honom, samt att utomäktenskapliga relationer kan vara berikande. Som ordförande i stiftsrådet var Vikström ovillig att vidta disciplinära åtgärder. ”Jag är ganska främmande för något sådant som att man skulle börja kräva offentlig avbön”, sade Vikström, och hänvisade dels till pluralismen i folkkyrkan, dels till att Särs sagt sig vara redo att följa stiftsrådets målsättningar. Särs framhöll dock att han vidhåller det han skrivit. Vikström konstaterade i alla fall att det var svårt att förstå hur Särs, i ljuset av vad han sagt, kunde ställa sig bakom kyrkans normer och att han tycks frånkänna Bibeln dess uppenbarelsekaraktär. Han framhöll att han inte delar hans åsikter. Till slut fann sig stiftsrådet i alla fall tvunget att ge Särs en ”allvarlig anmärkning”, som är den lindrigaste åtgärden.

## Ärkebiskop

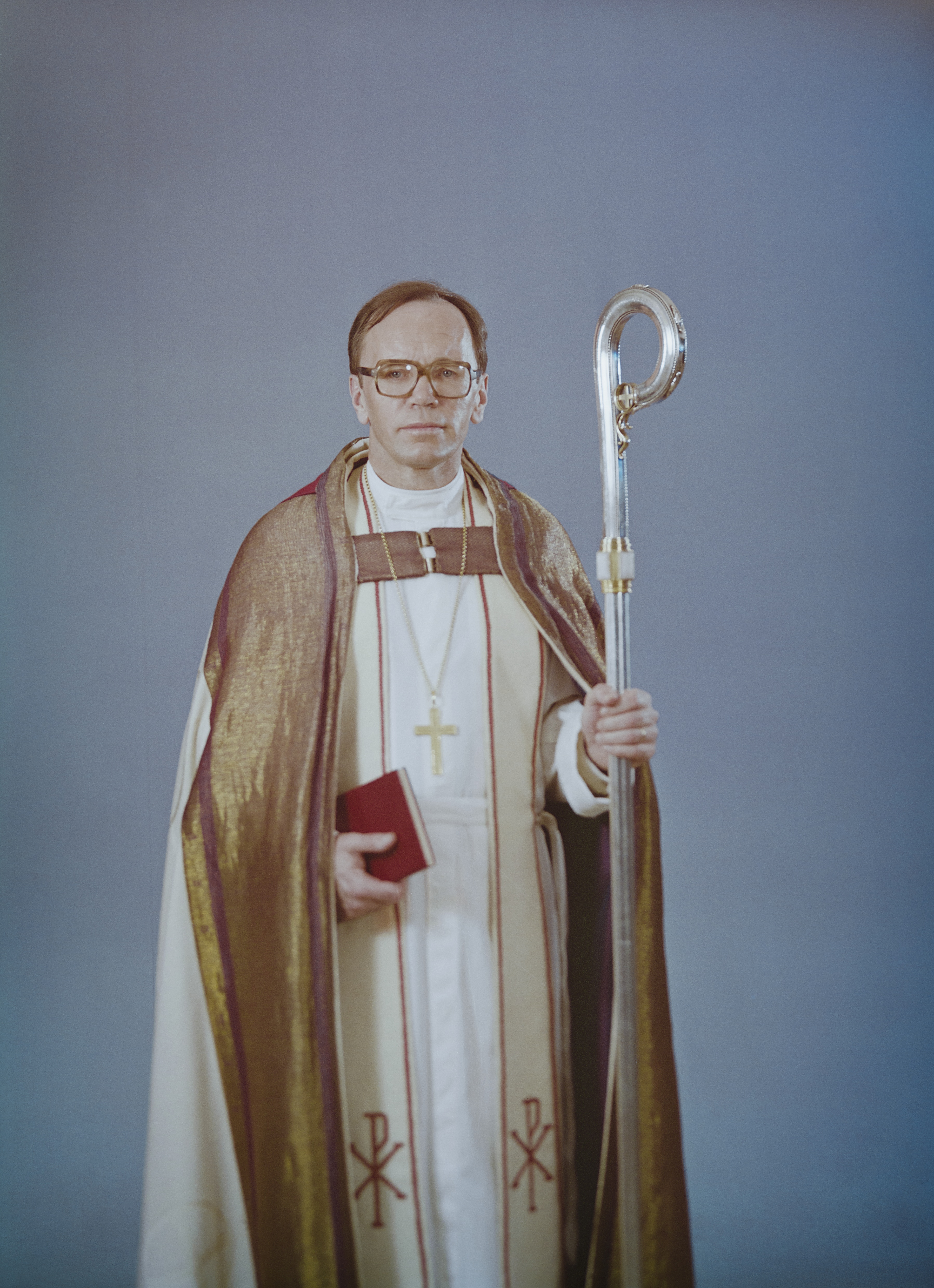
Ärkebiskop Vikström år 1982.

Som ärkebiskop blev den största fråga som låg på John Vikströms arbetsbord att lotsa kyrkan till en ämbetsreform som tillåter kvinnliga präster, vilket han gjorde med stort engagemang. Detta mål uppnåddes 1986. (Två år tidigare sade kyrkomötet med knapp majoritet nej). Vikström strävade efter att undvika konfrontation och stödde vid kyrkomötet en kläm som antogs för att garantera verksamhetsmöjligheter också i framtiden för sådana präster som inte kan omfatta kvinnans rätt till prästämbetet.
Under Vikströms ärkebiskopstid undertecknades Borgåöverenskommelsen som närmade de lutherska kyrkorna i Norden och Baltikum samt anglikanska kyrkor med varandra.